# Andy McIntyre
Andrew John McIntyre (Toowoomba, 23 de diciembre de 1955) es un exjugador australiano de rugby que se desempeñaba como pilar.

## Selección nacional
Fue convocado a los Wallabies por primera vez en agosto de 1982 para enfrentar a los All Blacks por la Copa Bledisloe y jugó con ellos hasta su retiro en agosto de 1989 frente al mismo rival.
Formó parte del legendario seleccionado integrado por entre otros, Mark Ella, David Campese y Michael Lynagh, que logró el Grand Slam por su gira en Reino Unido en 1984. En total jugó 38 partidos y marcó tres tries (12 puntos por aquel entonces).

### Participaciones en Copas del Mundo
McIntyre solo disputó una Copa del Mundo: Nueva Zelanda 1987 donde los Wallabies fueron derrotados por Les Bleus en semifinales con un try de Serge Blanco en el último minuto.
| Mundial                       | Sede          | Resultado     | PJ | Tries |
| ----------------------------- | ------------- | ------------- | -- | ----- |
| Copa Mundial de Rugby de 1987 | Nueva Zelanda | Cuarto puesto | 5  | 1     |

## Palmarés
- Campeón de la Queensland Premier Rugby de 1979.